# جامعة ميامي ميلر مدرسة الطب
جامعة ميامي ميلر مدرسة الطب (بالإنجليزية: University of Miami Miller School of Medicine)‏ هي إحدى الكليات لتدريس الطب في الولايات المتحدة الأمريكية. تقع في مدينة ميامي في ولاية فلوريدا الأمريكية. نوع الشهادة الطبية التي يتم تحصيلها هناك هي دكتور في الطب.